# Herb Izbicy
Herb Izbicy – jeden z symboli miasta i gminy Izbica w postaci herbu.

## Wygląd i symbolika
Herb przedstawia w polu białym krzyż kawalerski koloru czerwonego.

## Historia
Wiktor Wittyg w Pieczęciach miast dawnej Polski z 1905 podaje na str. 94. Izbica, woj Lubelskie. Obecnie osada. Według słownika geograficznego Antoni Granowski w r. 1760 (red. Izbica została ponownie lokowana 8 września 1750, rok 1760 jest podawany przez wielu późniejszych historyków opierając się na błędnej analizie źródeł zapoczątkowanej w XIX-wiecznych encyklopediach - np. Olgebranda) wyjednał u Augusta III przywilej erekcyjny zamieniający wieś na miasto; przywilej ten chyba będzie odnowieniem jakiegoś dawniejszego, ponieważ pieczęć dokumentu z r. 1581 udowadnia egzystencję miasta w tym roku; na tym samym dokumencie zaznaczono, że miasto opłaca czopowe na ręce poborcy Krasnostawskiego. (opis pieczęci): Pieczęć okrągła (25 mm.) przedstawia bramę o trzech spiczastych wieżyczkach kulkami zakończonych, w bramie podkowa barkiem do góry, na którym krzyż, w podkowie strzała żeleźcem nadół (herb Dołęga). W otoku napis SIG CIVITAS IZBICA (pieczęć na dokumencie z r. 1581).
Antoni Chomiński potwierdza Wittyga w "Herbach miast i ziem polskich" z 1939.
Począwszy od 1959 Marian Gumowski przedstawia herb Izbicy jako krzyż prosty, podając w "Pieczęciach i herbach miejscowości województwa lubelskiego": Wnet po swojej lokacji [miasto Izbica] sprawiło sobie pieczęć z takim krzyżem nieco wydłużonym z napisem w otoku o odwróconych literach SIGILUM * CIVITAT * ISBICA (28 mm.). Znalazła się na dokumencie z 1553 r.. Powtarza tę tezę w "Miastach polskich w tysiącleciu. Tom I", gdzie jako herb Izbicy podaje ten sam krzyż na czerwonym polu. Takie wyobrażenie z pieczęci, jest obecnym herbem miejscowości i gminy. Dodaje też w "Pieczęciach i herbach miejscowości województwa lubelskiego": W. Wittyg op. cit. s. 93 miesza Izbicę lubelską z Izbicą kujawską; toż robi i Chomiński, op. cit., Herb Dołęga w bramie o trzech wieżach to herb Izbicy kujawskiej.
Dr Henryk Seroka twierdzi zaś, że obecny herb gminy Izbica powstał w wyniku nieporozumienia. Herb tej gminy przedstawia w polu srebrnym krzyż kawalerski czerwony, a jego źródłem jest błąd upowszechniony przez M. Gumowskiego (niesłusznie przy tym korygującego ustalenie W. Wittyga), utrwalony następnie przez wydawnictwo "Miasta polskie w Tysiącleciu". Błąd polegał na niewłaściwej identyfikacji pieczęci miejskiej odciśniętej na dokumencie z 1553 r. należącej rzeczywiście do miasta Izbica, jednak nie Izbicy w ziemi chełmskiej lecz Izbicy Kujawskiej. Przemawiają za tym realia historyczne oraz treść samego dokumentu... rzekomy historyczny herb gminy Izbica wyrasta z fałszywych przesłanek historycznych i wymagać będzie ponownego opracowania.